# Paradoxe de Condorcet
Pour les articles homonymes, voir Condorcet.
Cette page se comprend mieux après la lecture de méthode de Condorcet.

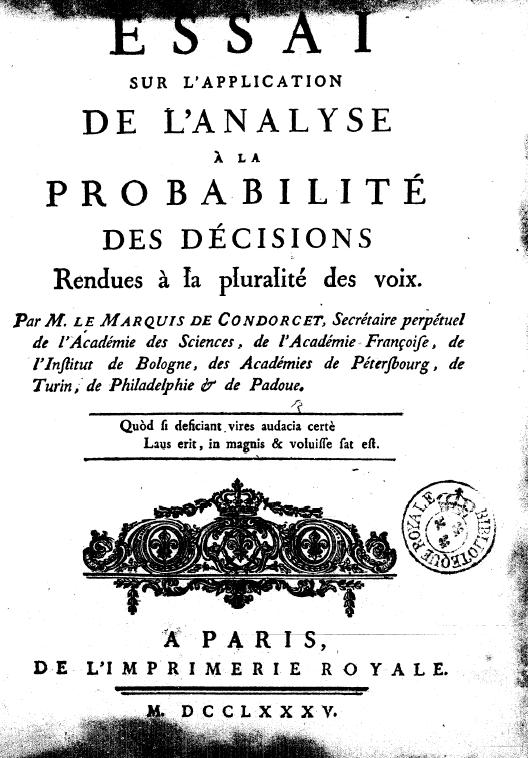
Page de titre de l’Essai sur l’application de l’analyse à la probabilité des décisions rendues à la pluralité des voix

Le paradoxe de Condorcet dit qu'il est possible, lors d'un vote où l'on demande aux votants de classer trois propositions (A, B et C) par ordre de préférence, qu'une majorité de votants préfère A à B, qu'une autre préfère B à C et qu'une autre préfère C à A. Les décisions prises à une majorité populaire par ce mode de scrutin ne sont donc pas, dans ce cas, cohérentes avec celles que prendrait un individu supposé rationnel, car le choix entre A et C ne serait pas le même selon que B est présent ou non.

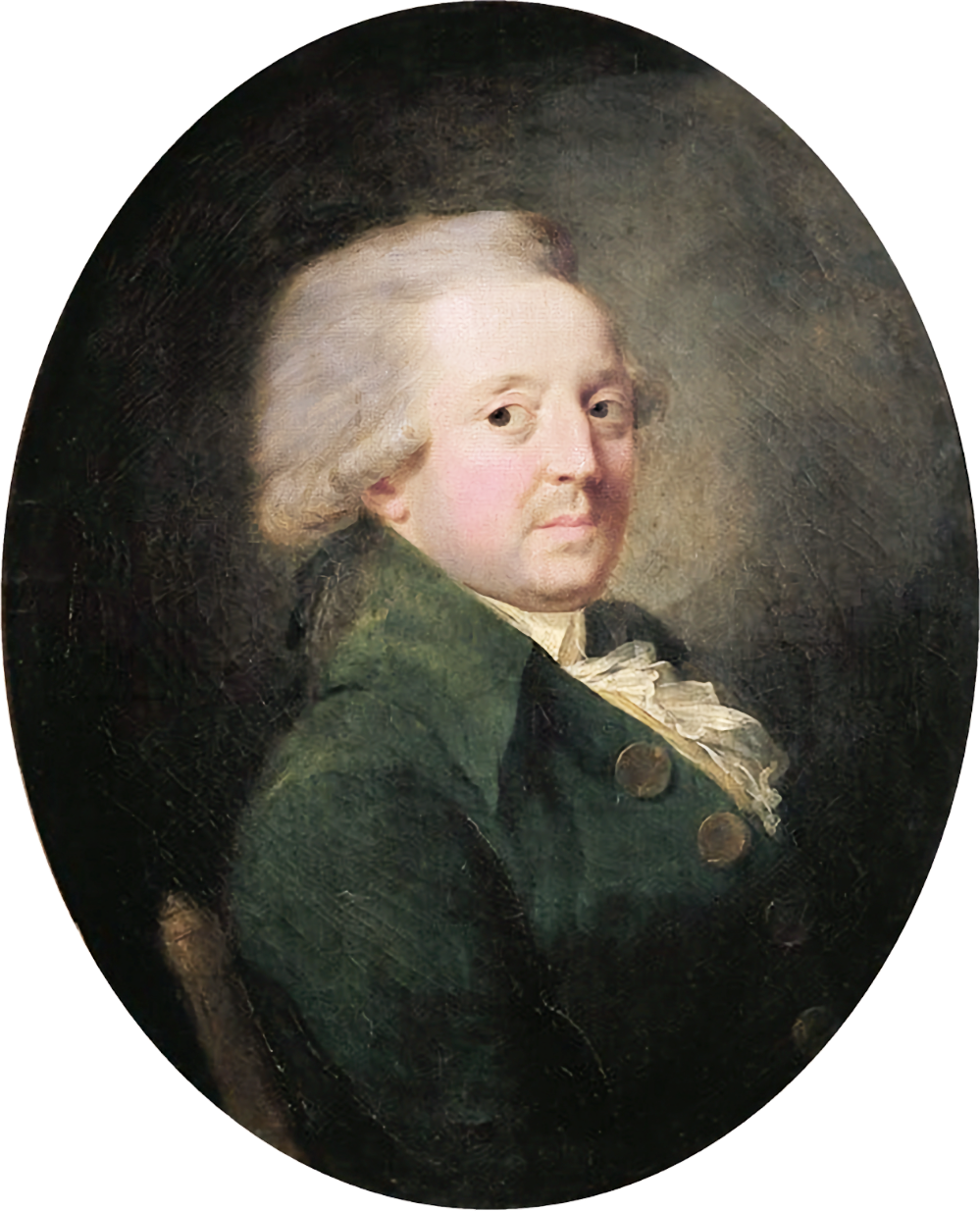
Portrait du marquis de Condorcet

Le nom « paradoxe de Condorcet » vient de ce que Nicolas de Condorcet l'a énoncé en 1785 dans son ouvrage Essai sur l’application de l’analyse à la probabilité des décisions rendues à la pluralité des voix, le résumant à l’intransitivité possible de la majorité.
C'est le mode d'expression des préférences de chaque votant, sous la forme de relations (de type A > B > C) qui mène à ce résultat paradoxal.
Quand l'information traitée est plus complète et renseigne sur l'intensité des préférences (par exemple, A n'est que faiblement préféré à B, mais B est très fortement préféré à C), des procédures permettent de classer rationnellement des candidats sans paradoxe. De telles procédures sont par exemple utilisées pour évaluer des réponses à appel d'offres : on établit pour chaque critère d'évaluation non pas un classement mais une notation.

## Exemples

### Les préférences: une relation non transitive

#### Exemple 1: pierre-feuille-ciseaux
Considérons un système de préférence majoritaire à 3 critères x, y, z. Des objets A, B et C sont jugés sur 3 critères x, y et z et l'on préfère un objet à un autre dès lors que 2 critères sont meilleurs.
Considérons les 3 objets suivants dans un système de préférence croissant (la plus haute note est la meilleure) :
A (x=1,  y=3,  z=2)
B (x=2,  y=1,  z=3)
C (x=3,  y=2,  z=1)
Finalement :
- {\displaystyle B} est préféré à {\displaystyle A} car meilleur sur les critères x et z ({\displaystyle B>A}).
- {\displaystyle C} est préféré à {\displaystyle B} car meilleur sur les critères x et y ({\displaystyle C>B}).
- mais {\displaystyle A} est préféré à {\displaystyle C} car meilleur sur les critères y et z ({\displaystyle A>C}).

{\displaystyle B} est donc préféré à {\displaystyle A} qui est lui-même préféré à {\displaystyle C} qui est lui-même préféré à {\displaystyle B} :
{\displaystyle B>A>C} mais {\displaystyle C>B} pour cette relation d'ordre spécifique.
Cette non-transitivité de la relation de préférence n'est pas en elle-même paradoxale. Pas plus d'ailleurs que le jeu pierre-feuille-ciseaux où
la feuille l'emporte sur la pierre,
la pierre l'emporte sur les ciseaux,
les ciseaux l'emportent sur la feuille,
ce qui peut se noter F>P, P>C, mais C>F.
L'usage du symbole > pour exprimer certaines relations non-transitives contribue à la confusion.

#### Exemple 2: le vote
Considérons par exemple une assemblée de 60 votants ayant le choix entre trois propositions A, B et C. Les préférences se répartissent ainsi (en notant A > B, le fait que A est préféré à B) :
23 votants préfèrent : A > B > C
17 votants préfèrent : B > C > A
2 votants préfèrent : B > A > C
10 votants préfèrent : C > A > B
8 votants préfèrent : C > B > A
Dans les comparaisons majoritaires par paires, on obtient :
33 préfèrent A > B contre 27 pour B > A
42 préfèrent B > C contre 18 pour C > B
35 préfèrent C > A contre 25 pour A > C
Ce qui conduit à la contradiction interne A > B > C > A .
Dans un cas comme celui-ci, Condorcet propose d'éliminer le vainqueur le moins performant (ici A car A l'emporte sur B avec la plus faible différence entre les scores) et de faire un duel entre B et C qui sera remporté par B. Le scrutin majoritaire à un tour aurait donné A gagnant. Mais d'autres solutions sont possibles (voir Méthode Condorcet, Résolution des conflits).
Pour les élections réelles, la méthode de Condorcet n'est pas appliquée, et donc, le problème ne s'est jamais posé. Typiquement en France, le scrutin uninominal majoritaire à deux tours peut faire arriver en troisième place un candidat qui battrait en duel les deux qualifiés du second tour : malgré l'existence du paradoxe de Condorcet, il existe des cas où le vainqueur suivant la méthode de Condorcet serait établi sans conflit, et pourtant il perd avec les méthodes de scrutin appliquées (mais si le mode de scrutin était le Condorcet, la campagne elle-même serait modifiée pour en tenir compte).

## Importance pratique du paradoxe de Condorcet
On peut se demander si l'on rencontre souvent des cas de paradoxes de Condorcet. Prenons l’exemple 1 ci-dessus :
A (x=1,  y=3,  z=2)
B (x=2,  y=1,  z=3)
C (x=3,  y=2,  z=1)
En remplaçant les trois critères par trois individus (X, Y et Z), les préférences sont :
- Individu X : C > B > A
- Individu Y : A > C > B
- Individu Z : B > A > C

Supposons que :
- A (ou le projet A en discussion dans un comité de trois membres) est le statu quo,
- B un changement important
- C un changement modéré.

L'individu X préfère un changement modéré mais ne veut pas rester au statu quo.
L'individu Y préfère le statu quo mais peut se contenter d'un changement modéré.
L'individu Z veut un changement important ou alors il préfère rester au statu quo.
Dans ce cas, un comité de 3 membres est confronté au paradoxe de Condorcet.
Si X propose d'opposer tout d'abord les objets A et B et ensuite le gagnant (B: grâce aux voix de X et Z) à l’objet restant (C), il obtient le résultat qu’il préfère (l’objet C est choisi).
Si Y propose d’opposer les objets B et C et ensuite le gagnant à A, son objet préféré (A) est choisi.
Si Z propose d’opposer les objets A et C et ensuite le gagnant à B, son objet préféré (B) sera choisi par le comité.
Cette stratégie dans le choix de l’ordre d’objets à soumettre au vote est un argument en faveur de l’élection du président d’une assemblée législative à tour de rôle parmi tous les principaux groupes.
Il suffit de changer les préférences pour supprimer le paradoxe de Condorcet. Par exemple, si les préférences de Y sont A > B > C, l’objet choisi est toujours B, peu importe l’ordre des objets soumis au vote.
Supposons que toutes les préférences soient également probables et le nombre d’individus est très grand. La probabilité de rencontrer le paradoxe de Condorcet augmente avec le nombre d’objets en discussion. Elle est de 8,77 % avec trois objets (le minimum pour trouver le paradoxe) et de 48,87 % avec déjà 10 objets.
Le paradoxe de Condorcet ne peut pas se produire si les préférences sont binaires ou unimodales (à un seul sommet, avec l’intensité des préférences en ordonnée). Par exemple, dans le cas ci-dessus avec les préférences A > B > C pour Y, les préférences des 3 individus ont toutes un seul sommet lorsqu’on trace le profil dans l’ordre A-B-C en abscisse. Par contre dans le cas de l’Exemple 1, il n’y a aucun ordre des objets où toutes les préférences sont à un seul sommet. Dans l’ordre A-B-C c’est Y qui a deux sommets (premier sommet avec A, on descend tout en bas avec B et on remonte à mi-hauteur pour le deuxième sommet avec C) car l’objet A a une préférence forte, B une préférence faible et C une préférence moyenne (A > C > B).

## Calcul mathématique de la probabilité de rencontre du paradoxe
Pour {\displaystyle n} votants fournissant une liste de préférence de trois candidats A,B,C, on note {\displaystyle X_{n}} (resp. {\displaystyle Y_{n}}, {\textstyle Z_{n}}) la variable aléatoire égale au nombre de votants ayant placé A devant B (resp. B devant C, C devant A). La probabilité cherchée est {\displaystyle p_{n}=2P(X_{n}>n/2,Y_{n}>n/2,Z_{n}>n/2)} (on double car il y a aussi le cas symétrique A>C>B>A). On montre qu'en fait, pour {\displaystyle n} impair, {\displaystyle p_{n}=3q_{n}-1/2} où {\displaystyle q_{n}=P(X_{n}>n/2,Y_{n}>n/2)} ce qui fait qu'on a besoin de ne connaitre que la loi conjointe de {\displaystyle X_{n}} et {\displaystyle Y_{n}}.
Si l'on pose {\displaystyle p_{n,i,j}=P(X_{n}=i,Y_{n}=j)}, on montre la relation qui permet de calculer cette loi par récurrence : {\displaystyle p_{n+1,i,j}={1 \over 6}p_{n,i,j}+{1 \over 3}p_{n,i-1,j}+{1 \over 3}p_{n,i,j-1}+{1 \over 6}p_{n,i-1,j-1}}.
On obtient alors les résultats suivants :
| {\displaystyle n}          | 3     | 101   | 201   | 301   | 401   | 501   | 601   |
| -------------------------- | ----- | ----- | ----- | ----- | ----- | ----- | ----- |
| {\displaystyle p_{n}} en % | 5,556 | 8,690 | 8,732 | 8,746 | 8,753 | 8,757 | 8,760 |

La suite semble tendre en croissant vers une limite finie.
En utilisant le théorème central-limite, on montre que {\displaystyle q_{n}} tend vers {\displaystyle q={1 \over 4}P(|T|>{{\sqrt {2}} \over 4})} où {\displaystyle T} est une variable suivant une loi de Cauchy, ce qui donne {\displaystyle q={\dfrac {1}{2\pi }}\int _{{\sqrt {2}}/4}^{+\infty }{\frac {dt}{1+t^{2}}}={\dfrac {\arctan 2{\sqrt {2}}}{2\pi }}={\dfrac {\arccos {\frac {1}{3}}}{2\pi }}} (constante citée dans l'OEIS).
La probabilité asymptotique de rencontre du paradoxe de Condorcet vaut donc {\displaystyle {{3\arccos {1 \over 3}} \over {2\pi }}-{1 \over 2}={\arcsin {{\sqrt {6}} \over 9} \over \pi }} qui donne la valeur {\displaystyle 8,77\%} citée au paragraphe précédent.
La probabilité contraire {\displaystyle {3 \over 2}-{{3\arccos {1 \over 3}} \over {2\pi }}\approx 91,23\%} est celle de l'existence d'un vainqueur de Condorcet (A majoritairement préféré à B et C, ou les deux autres cas).
On trouvera dans des résultats concernant le cas de plus de trois objets.

## Polémiques
Contrairement à une opinion répandue, promue entre autres par Élisabeth et Robert Badinter dans leur biographie de Condorcet, ce paradoxe ne met en cause que la cohérence de certains systèmes de vote et non celle de la démocratie elle-même.
Il faut attendre le théorème d'impossibilité d'Arrow au XXe siècle pour démontrer que le problème n’est pas limité au vote majoritaire, mais est lié aux difficultés de l’agrégation des préférences si on ne tient pas compte de leur intensité. Dans ce cas, il n’existe aucune procédure de décision collective qui puisse satisfaire quatre conditions assez raisonnables.
Dans son essai, Condorcet expose également la méthode de Condorcet, une méthode conçue pour simuler des élections par paires de candidats. Il indique toutefois que des questions de temps pratique du dépouillement rendent la méthode qu’il envisage difficile à réaliser, en tout cas à son époque. Il eut de nombreuses discussions avec Jean-Charles de Borda, lors desquelles ils comparaient leurs méthodes respectives. Cette méthode Condorcet est utilisée de nos jours en exploration de données.
Condorcet indique qu'il n'a pas trouvé de système simple permettant de respecter ces critères[réf. nécessaire] ; or rien ne nous oblige à adopter un système simple dans les deux cas suivants :
- Quand la population votante est de petite taille
- Quand elle est de grande taille et que des moyens informatiques permettent de gérer cette complexité. Le problème devient alors d'empêcher le piratage des machines de dépouillement.

On peut également remarquer que le paradoxe est une conséquence du fait que l'on choisit les candidats au lieu de les noter comme on le ferait à un examen, ce qui ferait émerger les candidats les plus consensuels, c'est-à-dire admis par le plus grand nombre des votants, même si ce n'est pas en première position, et sans paradoxe aucun. Le problème de piratage des machines de vote reste cependant inchangé.